# Lake Park (Carolina del Nord)
Lake Park és una població dels Estats Units a l'estat de Carolina del Nord. Segons el cens del 2000 tenia 2.093 habitants.

## Demografia
Segons el cens del 2000, Lake Park tenia 2.093 habitants, 750 habitatges i 609 famílies. La densitat de població era de 1.010,1 habitants per km².
Dels 750 habitatges en un 45,1% hi vivien nens de menys de 18 anys, en un 73,3% hi vivien parelles casades, en un 6,8% dones solteres, i en un 18,7% no eren unitats familiars. En el 14,9% dels habitatges hi vivien persones soles el 3,5% de les quals corresponia a persones de 65 anys o més que vivien soles. El nombre mitjà de persones vivint en cada habitatge era de 2,79 i el nombre mitjà de persones que vivien en cada família era de 3,13.
Per edats la població es repartia de la següent manera: un 30,9% tenia menys de 18 anys, un 4,3% entre 18 i 24, un 41,9% entre 25 i 44, un 17,1% de 45 a 60 i un 5,8% 65 anys o més.
L'edat mediana era de 33 anys. Per cada 100 dones de 18 o més anys hi havia 90,1 homes.
La renda mediana per habitatge era de 68.304 $ i la renda mediana per família de 71.630 $. Els homes tenien una renda mediana de 47.083 $ mentre que les dones 31.848 $. La renda per capita de la població era de 25.330 $. Entorn de l'1,7% de les famílies i el 2% de la població estaven per davall del llindar de pobresa.

## Poblacions més properes
El següent diagrama mostra les poblacions més properes.